# Admontia podomyia
Admontia podomyia là một loài ruồi trong họ Tachinidae.